# Schweifhobel

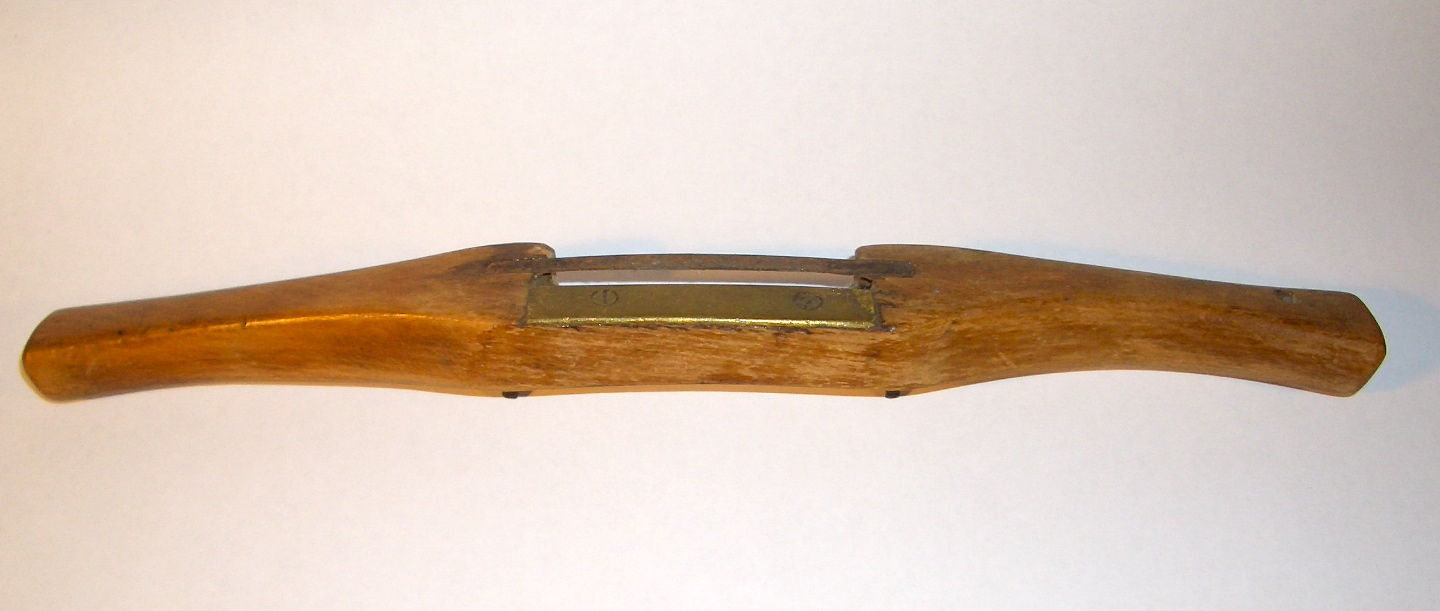
Hölzerner Schweifhobel

Der Schweifhobel, Schabhobel oder Schinder ist ein Hobel zur Bearbeitung von Holz. Er wird besonders zum Bearbeiten stark geschwungener Formen verwendet. Die Hobelsohle und das Eisen können in Querrichtung gerade, konvex oder konkav sein, die Sohle in Arbeitsrichtung plan oder konvex. Zur Bearbeitung großer Flächen ist er wenig geeignet.
Frühe, vor dem 20. Jahrhundert gefertigte Modelle waren, mit Ausnahme des Hobeleisens und eventuell der Sohle, aus Holz gefertigt. Sie haben einen geringeren Anstellwinkel der Hobelklinge als ihre jüngeren Kollegen mit Eisenkorpus.

## Handhabung

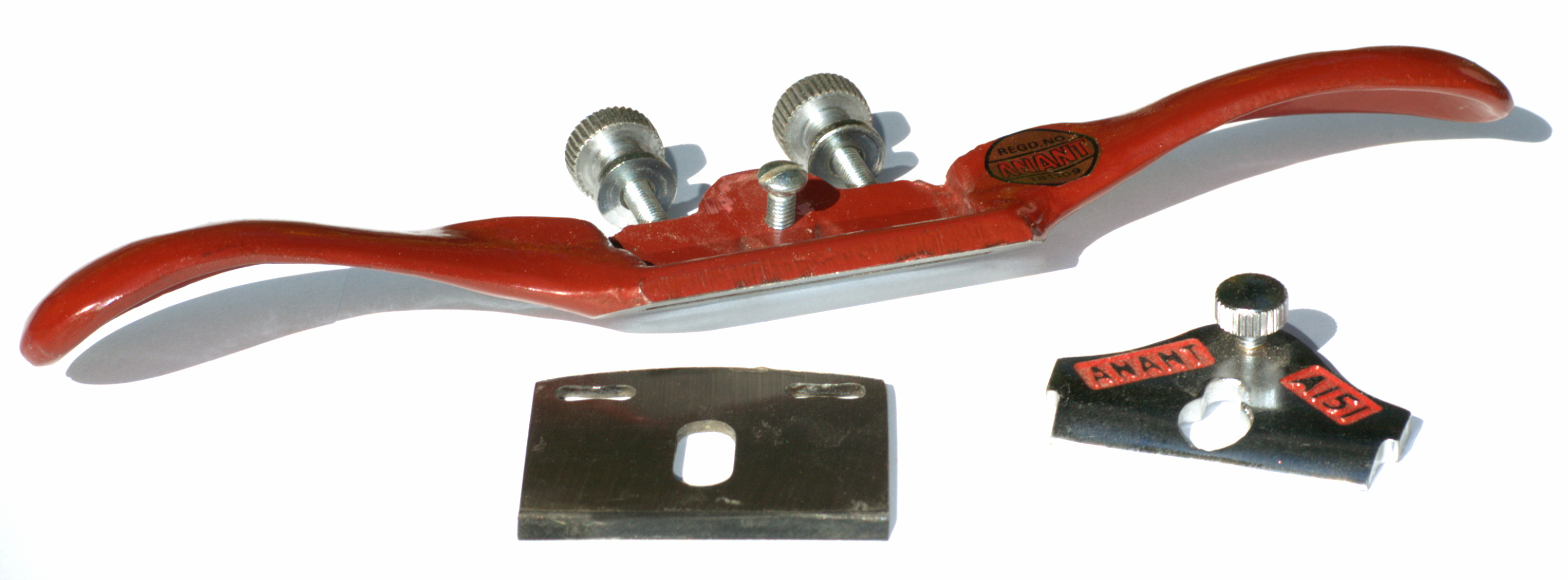
Schweifhobel, auseinandergenommen. Das geschliffene Eisen wird mit der Metalldecke festgeschraubt.

Mit dem Schweifhobel kann „auf Zug“ (das heißt, man zieht ihn zu sich hin) oder auf Druck gearbeitet werden. Er wird beidhändig geführt.
Einfache Modelle klemmen das Eisen mit nur einer Schraube fest. Damit es den richtigen Abstand von der Sohle hat – es darf nur hauchdünne Hobelspäne erzeugen –, drückt man den Schweifhobel auf eine mittelharte, flache Oberfläche, etwa ein Stück Holz, setzt das Eisen ein und drückt es auch nach unten. Dann wird das Eisen mit Hilfe der Metallklappe festgeschraubt.
Neuere Modelle sind mit Trimmschrauben ausgerüstet. Sie erleichtern das genaue Einstellen des Eisens und verhindert außerdem, dass sich das Eisen während der Arbeit nach oben schiebt und der Abtrag geringer wird. Modelle ohne Trimmschrauben müssen aus diesem Grund öfters nachgestellt werden.

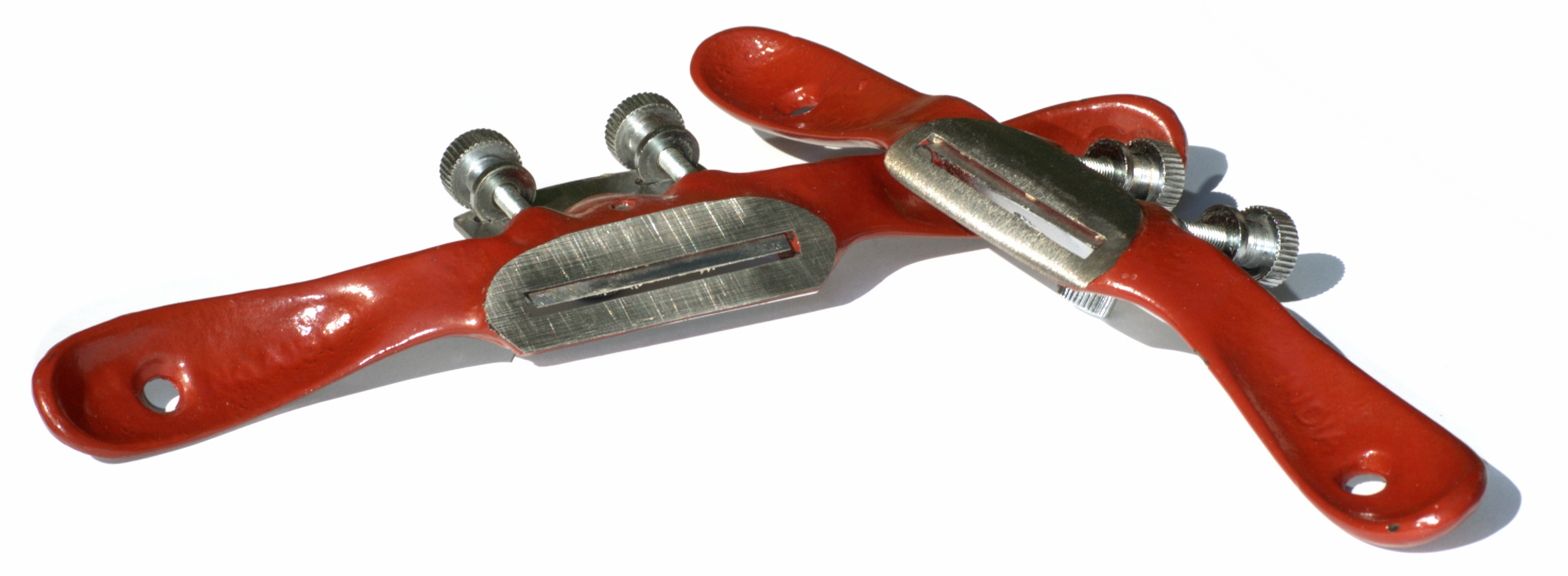
Schweifhobel mit flacher und (rechts) abgerundeter Sohle

Für Arbeiten an konkaven (nach innen abgerundeten) Holzstücken werden Schweifhobel mit spezieller abgerundeter Sohle eingesetzt.
Bei unsachgemäßer Handhabung kann es zu sogenannten „Ratterspuren“ kommen. Dies kann verschiedene Ursachen haben:
- Das Eisen steht zu weit vor, so dass zu viel Holz weggenommen wird
- Das Eisen ist nicht scharf genug
- Das bearbeitete Holzstück schwingt, etwa wenn es zu dünn ist und nicht unterlegt wird.
- Der Druck auf den Schweifhobel ist zu gering

Die Spuren entstehen, wenn sich das Eisen zu tief ins Holz frisst und der Schweifhobel durch den entstandenen Widerstand leicht angekippt wird, sich so verhakt und dann springt.

## Gebrauch

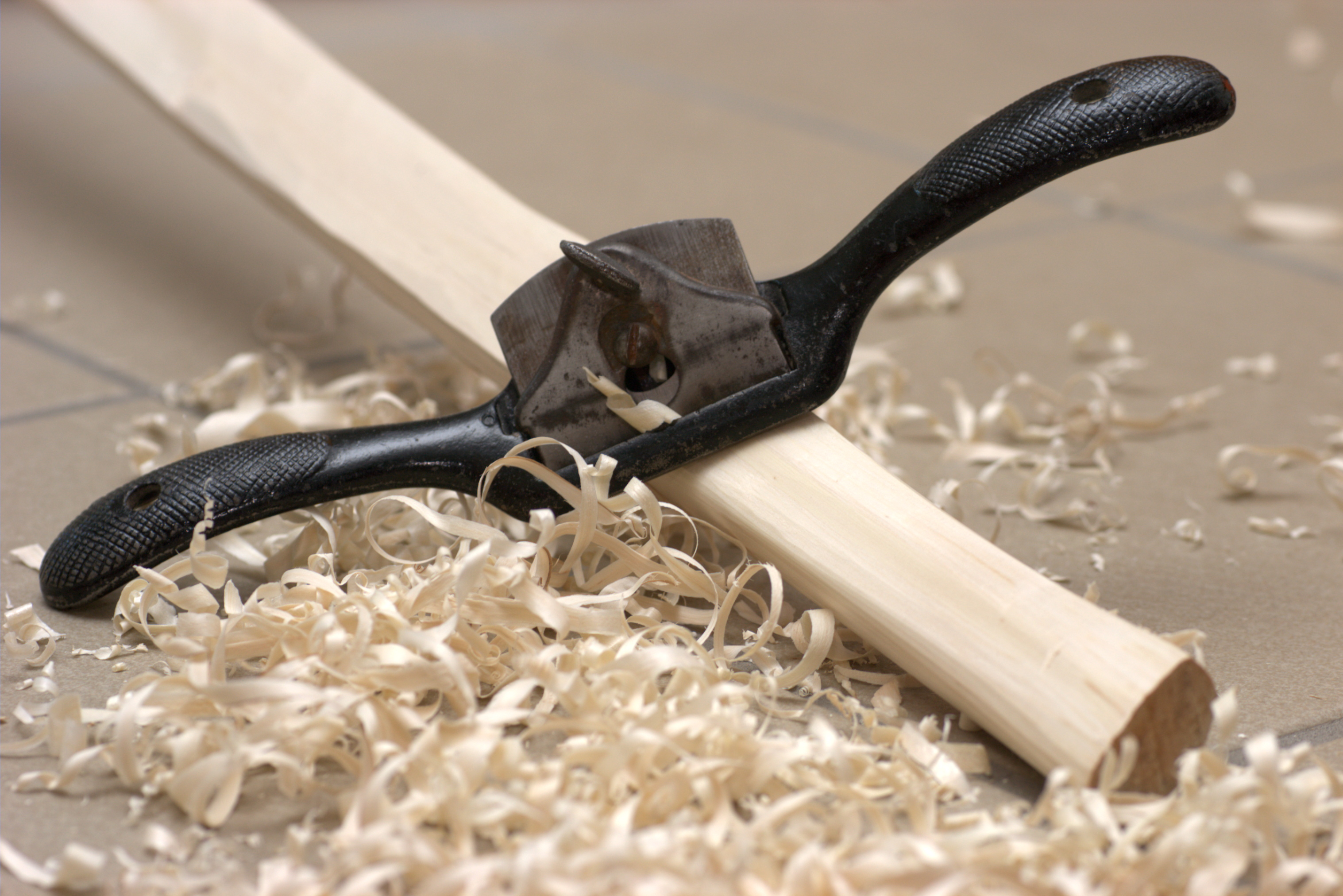
Schweifhobel beim Bogenbau. Der vordere Teil des Wurfarmes wurde seitlich abgerundet, hinten ist das unbearbeitete Stück zu sehen.

Bis Ende des 20. Jahrhunderts wurde der Schweifhobel in holzverarbeitenden Handwerken und wohl auch bei der Lederbearbeitung eingesetzt. Mittlerweile wurde er größtenteils von Maschinen abgelöst, findet aber in althergebrachten Fertigungsverfahren, insbesondere bei Einzelstücken, weiterhin seine Anwendung.